# Nazperver Kadın
Emine Rukiye Nazperver Kadınefendi (en turco otomano: نازپرور قادین, "encanto" y "agraciado", 12 de junio de 1870 - 9 de marzo de 1929) fue la esposa del sultán Mehmed V del Imperio Otomano.
El título completo era: Devletlu İsmetlu Üçüncü Nazperver Kadın Efendi Hazretleri

## Vida
Nazperver nació el 12 de junio de 1870 en Beşiktaş y era hija de Ismail Çikotua y su esposa Aliye Dziapş-lpa. Era sobrina de Dürrünev Kadınefendi, la primera esposa del sultán Abdülaziz I. Nazperver significa "mascota de favor". Su verdadero nombre era Emine Rukiye Çikotua.
A la edad de cuatro años, Emine y su hermana Behiye fueron llevadas a Constantinopla, donde fueron entregadas a la corte del sultán otomano y puestas al cuidado de Dürrüaden Kadınefendi. Fue rebautizada como Nazperver y recibió una educación turca y musulmana en el harén del palacio. Su tía también le enseñó francés.
También fue uno de los testigos del asesinato del sultán Abdülaziz. Tras la muerte de Abdülaziz, junto con su tía, se instalaron en el Palacio Feriye. Una noche, durante una cena en el Palacio Feriye, el Şehzade Mehmed Resad notó a Nazperver y se casaron en 1888 en el Palacio Veliahd. Un año después del matrimonio, dio a luz a su única hija, Refia Sultan, pero la niña murió en la infancia.
Durante la Segunda Guerra Mundial fundó una organización llamada İstihlak-ı Milli Kadınlar Cemiyeti (Organización de Mujeres para el Consumo Nacional). Después de la muerte de Dürrüaden Kadınefendi, Nazperver ascendió al puesto de "Tercera Esposa". Era regordeta, como las otras esposas, pero también alta. Aunque Nazperver no era particularmente guapa, tenía una cortesía refinada y amistosa que causaba una buena impresión. Después de la muerte de Mehmed en 1918, Nazperver se mudó a Vaniköy.
Nazperver murió el 9 de marzo de 1929 en Vaniköy a la edad de 58 años. Está enterrada en el cementerio Yahya Effendi.